# Yin Shun
Yin Shun (chinesisch 印順, Pinyin Yìnshùn, W.-G. Yinshun; * 5. April 1906 in Haining; † 4. Juni 2005 in Hualien, Taiwan) war ein chinesischer Mönch, er gilt als einer der bedeutendsten buddhistischen Lehrer des chinesischen Mahayana-Buddhismus der zweiten Hälfte des 20. Jahrhunderts.
Nach Jahren der Lektüre taoistischer und konfuzianischer Texte, zeitweise auch der Bibel, die ihn alle nicht zufriedengestellt hatten, wollte er den Weg Buddhas gehen. Auf Putuo Shan, einer Insel vor Ningbo, mit einem der vier heiligen Berge des chinesischen Buddhismus, gelang es ihm, in den kleinen Fuquanan Tempel einzutreten, um dort buddhistische Schriften zu studieren. Dort wurde er im Winter 1930 von dem Mönch Qingnian (1875–1957) ordiniert. Sein Ordinationsmeister Qingnian hatte den gleichen Ordinationsmeister wie Taixu (太虛; 1889–1947), war also dessen Meisterbruder (shixiong).
Sein Hauptlehrer wurde später der gelehrte Mönch Taixu dessen „Buddhismus des menschlichen Lebens“ (rensheng fojiao) ein wichtiger Bestandteil der Öffnung der buddhistischen Praxis hin zu gesellschaftlichem Engagement, statt bloßer Bemühung um Selbsterlösung, war. Yin Shun gab auch dessen Schriften später heraus. Mit seiner Lehre vom „Buddhismus der Menschenwelt“ (renjian fojiao), hat Yinshun einen vielbeachteten Slogan für einen sozial engagierten chinesischen Buddhismus geschaffen. Sein Buddhismus der Menschenwelt bedeutete aber auch eine Abwendung von Spekulationen, fremden Glaubensvorstellungen und Erfindungen.
Yin Shun erklärte: „Ich versuchte nicht, durch breite Gelehrsamkeit ein gelehrter Buddhismuskundler zu werden, ich wollte auch keinen Dharma-Supermarkt aufmachen, der den Menschen das gibt, was sie gerne hätten (…). Ich führe den Gedanken eines Buddhismus des menschlichen Lebens, der nicht voller Geister und Dämonen steckt (fei guihua de rensheng fojiao) von Meister Taixu fort, denke einen Schritt weiter und gebe einem Buddhismus, der nicht voller Götter steckt (fei tianhua de), eine theoretische Grundlage.“
Yin Shun ist der Lehrer der Nonne Zhengyan (證嚴* 1937), die die größte buddhistische Wohlfahrtsorganisation der Welt (Ciji gongde hui) leitet.
Durch Werke über die Geschichte des Buddhismus, insbesondere seine indischen Wurzeln, öffnete er den Blick der chinesischen buddhistischen Gemeinde, der sehr chinazentriert war, auf den Buddhismus als große Religion. Skeptisch blieb er, trotz seiner Freundschaft und Zusammenarbeit mit Fazun in Sichuan, der gerade Schriften von Tsongkhapa (1417–1478), dem großen tibetischen Reformer und Gründer der Gelug-Schule unter dem chinesischen Titel Mizong daocidi guanglun übersetzt hatte, gegenüber dem tibetischen Buddhismus, den er für heterodox hielt. Es existieren eine Reihe kritischer Bemerkungen zu Glauben und bestimmten Praktiken der Tibeter. Kritisiert hat Yin Shun auch den Konfuzianismus und das Christentum.
Bei den Schülern buddhistischer Seminare in Taiwan gehört Yin Shun zur Pflichtlektüre. Gelesen werden vor allem Chengfo zhi dao und Fofa gailun, Xuefo san yao sowie Chuqi dacheng fojiao zhi qiyuan yu kaizhan.
Elementar sind sowohl seine Einführungen in den Buddhismus, seine Geschichtswerke sowie seine spezialisierten Abhandlungen auch für die buddhistischen chinesischen Auslandsgemeinden. In Malaysia im größten buddhistischen Seminar der (Triple Wisdom Hall, Penang) wird Fofa gailun für ein volles Jahr als Lektüre benutzt. Die Young Buddhist Association Malaysia verwendet Chengfo zhi dao für einen „YBAM Dhamma Propagator Training Course“. Yinshuns Schüler Yanpei (1917–1996) war nach seiner Übersiedlung nach Singapur (um 1967) einer der prominentesten Mönchsgelehrten dort. Ein weiterer Schüler Yinshuns, Miaoqin (1921–1974), wurde zu einer wichtigen Persönlichkeit unter den chinesischen Buddhisten in Manila und hat dort die heute noch existierende Nengren-Schule gegründet.
Der Gelehrte Shi Shengyan hält Yin Shun zusammen mit Zhixu, Taixu und Ouyang Jian für den bedeutendsten buddhistischen Gelehrten der Moderne (siehe Four great thinkers in Modern Chinese Buddhism. In: Fu, Charles Wei-hsun; Wawrytko, Sandra A. (Hrsg.) (1991), 55–67.).

## Übersetzungen von Werken Yin Shuns
Englisch:
- Selected Translations of Miao Yun – Miaoyun xuanshi (Memento vom 28. Mai 2014 im Internet Archive), (Ausgewählte und übersetzte Passagen aus der Miaoyunji-sammlung). 4 Bde. (Australien): Huazang chansi 華藏禪寺, 1995, 1996, 1998, 1999. Zweisprachige Ausgabe. Bde. 1 und 2.
- The Way to Buddhahood – Instructions from a Modern Chinese Master. Boston: Wisdom Books, 1998. Übersetzt von Wing H. Yeung.
- The Abhidharmaprakaraṇapāda-śastra. In: Journal of the Postgraduate Institute of Pali and Buddhist Studies (Sri Lanka). Nr. 1 (1999). Übersetzt von Ven. Shi Xian Da. (I.e. Shuoyiqieyoubu weizhu de lunshu yu lunshi zhi yanjiu Kap.4.5.)
- The Vibhajyavādins of the Sthaviravāda. In: Journal of the Postgraduate Institute of Pali and Buddhist Studies (Sri Lanka). Nr. 1 (1999). Übersetzt von Ven. Shi Chun Yi. (I.e. Shuoyiqieyoubu weizhu de lunshu yu lunshi zhi yanjiu Kap.9.1.)

Japanisch:
- Chūgoku zenshū shi: zenshisō no tanshō. Sankibo, Tokyo 1997. Übersetzt von Ibuki Atsushi.
- ‘Daishidoron’ no sakusha to sono honyaku. Sankibo, Tokyo 1993. Übersetzt von Iwaki Hidenori.